# Моріс Луїс
Моріс Луїс, повне ім'я Моріс Луїс Бернштейн (англ. Morris Louis Bernstein; нар. 28 листопада 1912 — пом. 7 вересня 1962) — американський художник-абстракціоніст єврейського походження, один із перших представників стилю живопису кольорового поля. Луїс разом із Кеннетом Ноландом та іншими вашингтонськими художниками сформував мистецький рух, відомий як Вашингтонська школа кольору.

## Життєпис
Моріс Луїс Бернштейн народився 28 листопада 1912 року в Балтиморі.
У 1929—1933 роках Луїс вивчав живопис у Мерілендському Інституті витонченого і прикладного мистецтва (Коледжі мистецтв інституту Меріленда), який залишив незадовго до завершення програми. Щоб заробити собі на життя, Луїс окрім зайняття живописом змушений був працювати на різних роботах. 1935 року він став головою Асоціації художників Балтімору. У 1936—1940 роках жив у Нью-Йорку і працював у відділі Федерального мистецького проекту Управління громадської праці США. У цей період він познайомився з Аршилем Горкі, Девідом А. Сікейросом і Джеком Творковим.
1947 року Луїс одружився з Марселлою Зігель.
7 вересня 1962 року Морріс Луїс помер від раку легенів у своєму будинку у Вашингтоні. Хворобу спричинили випари токсичної фарби, з якою працював тривалий час.

## Творчість

Моріс Луїс «Бета лямбда» із серії «Unfurled», 1961

1940 року Луїс повернувся до Балтимора, де займався викладанням. 1948 року він почав малювати фарбою «Magna» на акриловій основі, розробленою для нього друзями, нью-йоркськими майстрами Леонардом Бокуром і Семом Ґолденом. 1952 року Луїс переїхав до Вашингтона, де працював майже в ізоляції. У 1950-х роках він і група художників, до яких увійшли Кеннет Ноланд, Джин Девіс, Том Давнінг, Говард Мерінг, Енн Трітт і Гільда Торп, започаткували стиль живопису кольорового поля. Вони значно спростили уявлення про те, що становить погляд на готовий живопис. Представники кольорового поля продовжили традиції живопису таких художників-абстракціоністів, як Джексон Поллок, Барнетт Ньюман, Кліффорд Стілл, Марк Ротко, Роберт Матервелл й Ед Рейнгардт. Художники відмовились від жестикулярного, композиційного малюнка. Вони наносили на грубе незаґрунтоване полотно проріджену і рідку фарбу, використовували інтенсивні кольори і поперечні, повторювані композиції. Одну з найважливіших серій живопису кольорового поля Луїса склали його картини «Unfurled».
1953 року Луїс і Ноланд відвідали нью-йоркську студію Гелен Франкенталер. Їх сильно вразила техніка нанесення фарби на полотно, яку художниця застосувала особливо в картині «Гори і море» [Архівовано 12 травня 2019 у Wayback Machine.] (1952). Після повернення до Вашингтона Луїс і Ноланд експериментували з різними методами нанесення фарби. Луїс малював на незаґрунтованому полотні сильно розбавленою фарбою, яка текла по похилій поверхні, створюючи ефект світлопрозорої кольорової вуалі. Тут відчувався сильний вплив Франкенталер. Принципи «Вуалей» Луїс розвинув у серіях «Florals», «Unfurled» і «Stripe». У цих творах проявився розвиток двох основних якостей абстрактного експресіонізму 1950-х років — жесту і кольорового поля. У своїх творчих пошуках художник прийшов до розгляду кольору не як заповнення лінійного малюнка, а як фізичного явища, продовженого за межами картини, на яку його потрібно нанести. Це дозволило художнику зображувати образи, що позбавлені початку і кінця, а тому не піддаються фізичному виміру.
Художній критик Клемент Грінберг у картинах Луїса, Ноланда і Франкенталер побачив перенесення ефекту світіння, виробленого лінійною й відносно монохромною павутиною Поллока, в регістр інтенсивного кольору, визначеного як найменш тактильний елемент візуального поля. У Луїса поллоківська техніка виливання рідкої фарби на полотно без підрамника набула найзагальнішої форми фарбування, так що колір одночасно збігається зі своєю основою — переплетенням ниток полотна — і дематеріалізує її, перетворюючи в серію мерехтливих «оптичних» вуалей, які відкривають і розширюють картинну площину.

## Виставки
1963 року в Музеї Соломона Р. Гуггенхайма відбулася меморіальна виставка робіт Луїса. Виставки були також організовані Музеєм образотворчих мистецтв у Бостоні в 1967 році і Національною галереєю мистецтв у Вашингтоні в 1976 році. У 1986 році була проведена важлива ретроспективна виставка його робіт у Музеї сучасного мистецтва (MoMA) в Нью-Йорку. Протягом 2007—2008 років відбулася важлива ретроспективна виставка в Музеї сучасного мистецтва в Сан-Дієго, у Високому музеї в Атланті та в музеї Гіршхорна та саду скульптур у Вашингтоні.

## Твори Луїса на арт-риноку
У 2015 році полотно Луїса, Номер 36 [Архівовано 12 травня 2019 у Wayback Machine.] (1962) з колекції лорда Ентоні та леді Евелін Джейкобс продали за 1,5 мільйона фунтів стерлінгів у лондонському Christie's.